# Krympskinn
Krympskinn (Gloiothele lactescens) är en svampart som först beskrevs av Miles Joseph Berkeley, och fick sitt nu gällande namn av Hjortstam 1987. Enligt Catalogue of Life ingår Krympskinn i släktet Gloiothele,  och familjen Peniophoraceae, men enligt Dyntaxa är tillhörigheten istället släktet Gloiothele,  och familjen Stereaceae. Arten är reproducerande i Sverige. Inga underarter finns listade i Catalogue of Life.